# Adenophorus tripinnatifidus
Adenophorus tripinnatifidus är en stensöteväxtart som beskrevs av Charles Gaudichaud-Beaupré.
Adenophorus tripinnatifidus ingår i släktet Adenophorus och familjen Polypodiaceae. Inga underarter finns listade i Catalogue of Life.